# نفس زکیه
نفس زکیّه شخصیتی آخرالزمانی؛ در فرجام‌شناسی شیعی است. طبق روایات شیعه از آخرالزمان، وی جوانی از خاندان محمد و از نسل حسین است که نام اصلی او محمد علی بن عسگری می‌باشد. از نفس زکیه به عنوان وزیر مهدی هم یاد شده است.بر اساس روایات، وی پیش از ظهور مهدی میان رکن و مقام ابراهیم در مسجدالحرام کشته می‌شود. گفته‌شده که بین کشته‌شدن او و قیام مهدی، بیش از چهارده شب فاصله نخواهد بود. ملا محمدصالح مازندرانی در کتاب شارح الکافی احتمال داده که سید حسنی و نفس زکیه یکی باشند.  

## نام نفس زكيّه
«نفس زَکیّه» (معنی: انسان پاک) شخصیتی است که در روایات شیعه انسانی صالح و باتقوا معرفی و قتل او از نشانه‌های ظهور امام دوازدهم شیعیان مهدی دانسته شده است. بر پایه این روایات، او از نسل حسین بن علی و نامش محمد بن حسن است. نفس زکیه از یاران مهدی است که او را برای هدایت مردم به شهر مکه می‌فرستد. 
مهدی خطاب به یارانش می‌گوید: اهل مکه مرا نمی‌خواهند، اما من کسی را به سوی آن‌ها می‌فرستم تا حجت بر آنان تمام شود.
هنگامی که نفس زکیه خود را به اهل مکه معرفی می‌کند که نماینده مهدی است، مردم مکه بر او هجوم آورده و بین رکن و مقام سرش را می‌برند.  